# Saula fuscicornis
Saula fuscicornis es una especie de coleóptero de la familia Endomychidae.

## Distribución geográfica
Habita en Indochina.